# Edward Dering (6e baronnet)
Sir Edward Dering, 6e baronnet (28 septembre 1732 - 8 décembre 1798) est un homme politique britannique qui siège à la Chambre des communes entre 1761 et 1787 .

## Biographie

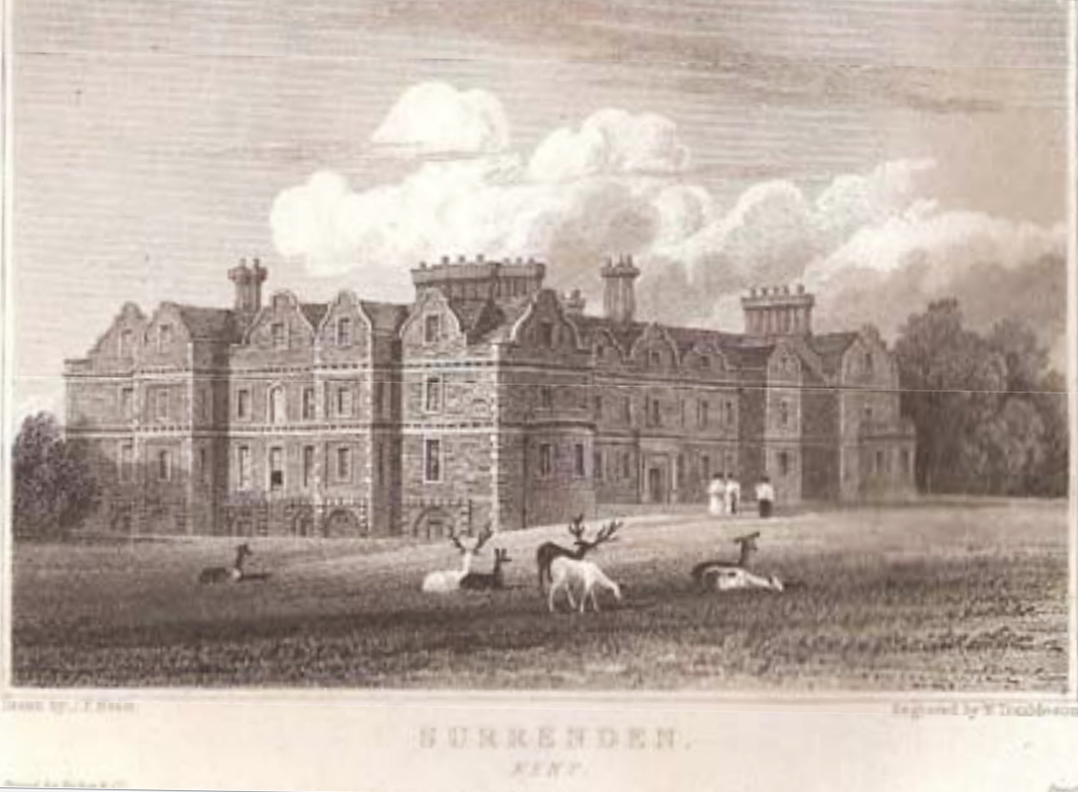
Surrenden House, Kent en 1826

Il est le fils aîné de Edward Dering (5e baronnet) et d'Elizabeth Henshaw. Il fait ses études à la King's School, Canterbury, Westminster School et St John's College, Cambridge . Il succède à son père comme 6e baronnet en 1762, héritant de Surrenden House à Pluckley, Kent.
Il est élu député de New Romney en 1761, mais quitte le Parlement en 1770 en acceptant la gérance des Chiltern Hundreds afin de fournir un siège pour John Morton (député) (en), battu à Abingdon. Il est réélu au siège en 1774 mais en 1787 quitte de nouveau le Parlement en acceptant la gérance du manoir d'East Hendred, cette fois en raison de sa mauvaise santé, et ne se présente plus aux élections.
Il est décédé en 1798. Il se marie deux fois; d'abord à Selina, la fille de Sir Robert Furnese, 2e baronnet, député, de Waldershare, Kent, avec qui il a un fils et une fille et d'autre part Deborah, la fille de John Winchester, chirurgien, avec qui il a 3 autres fils et 2 filles.